# Aulo Vergínio Tricosto Celimontano
Aulo Vergínio Tricosto Celimontano (em latim: Aulus Verginius Tricostus Caeliomontanus), também escrito como Virgínio (em latim: Virginius), foi um político e general da gente Vergínia nos primeiros anos da República Romana. Serviu como cônsul em 494 a.C. juntamente com Tito Vetúrio Gêmino Cicurino. Foi pai de Aulo Vergínio Tricosto Celimontano (cônsul em 469 a.C.) e Espúrio Vergínio Tricosto Celimontano (cônsul em 456 a.C.).

## Origem familiar
Celimontano era o nome de uma das famílias da gente Vergínia e quase todos os membros deste ramo tinham o prenome "Tricosto". O cognome "Celimontano" está, sem dúvida, relacionado com o fato de a família ter se originado do monte Célio e servia para distinguir este ramo da família de outros da mesma gente.

## Consulado
Durante seu mandato, Vergínio e Vetúrio, seu colega, tiveram que enfrentar o tumulto popular que levou à secessão da plebe. Os dois cônsules levaram o assunto para o senado, mas os senadores criticaram os dois por não utilizarem sua autoridade consular para evitar o aumento da revolta. Eles foram então instruídos a alistar um novo exército com base na população, mas houve muita resistência. O senado, percebendo a gravidade da situação, debateu a crise e escolheu nomear Mânio Valério Máximo como ditador.
Diversas ameaças militares emergiram e Vergínio recebeu três legiões para lidar com os vizinhos volscos, que novamente entraram em guerra contra os romanos. Vergínio invadiu com sucesso o território volsco e capturou a cidade de Velitrae, fundando no local uma colônia romana.
Depois que os exércitos voltaram para Roma, o ditador renunciou em desgosto por causa da falta de vontade do Senado em chegar numa solução com a plebe. Então, sob o pretexto de novas hostilidades, desta vez pelos équos, o senado ordenou que as legiões fossem novamente levadas para fora da cidade, o que enfureceu o povo. Para escapar de seu juramento militar, a população chegou a considerar assassinar os cônsules, mas observou-se que um ato criminoso não os absolveria de um juramento que era sagrado por natureza. Logo depois, a plebe secedeu para o Mons Sacer e a crise continuou no ano consular seguinte.